# Pseudamyciaea
Pseudamyciaea là một chi nhện trong họ Thomisidae.